# Miguel-Anxo Murado
Miguel-Anxo Murado López (Lugo, 2 de mayo de 1965) es un escritor, periodista y guionista español.

## Biografía
Es licenciado en Geografía e Historia (especialidad arqueología) por Universidad de Santiago de Compostela y máster en Política Internacional por Centre Européen de Recherches Internationales et Stratégiques de Bruselas. En 1983 ganó el premio Café Gijón de novela corta con Metamorfosis benezianas. En 1985 publicó su primera obra en gallego, Bestiario dos descontentos, un conjunto de relatos, a la que siguió en 1986 De soños e derribos (más tarde titulado "Memoria de derribos"), ruido. relatos de guerra (1995), Mércores de cinza (1997), "Caderno de Xapón" (2000), "Lapidario" (2003) y "O soño da febre" (2007). 
Fue guionista de series de televisión como Pratos combinados y Mareas vivas y de las películas "La ley de la frontera" (de Adolfo Aristain) y "Finisterre" (de Xavier Villaverde). 
Como periodista fue director de Radio Círculo (Madrid), enviado especial en guerra en los Balcanes (1991-1993) y corresponsal del diario El Mundo en Jeusalén durante la Segunda Intifada palestina. En Oriente Medio trabajó también para Naciones Unidas, ocupando, sucesivamente, los puestos de jefe de relaciones exteriores del Ministerio de Medio Ambiente de la Autoridad Nacional Palestina y del Ministerio para Belén 2000. Actualmente es articulista de La Voz de Galicia y colaborador de la Cadena SER, también es comentarista habitual de política española en BBC World Service, BBC 4 y el diario británico The Guardian. 
En 2008 recibió el Premio da Crítica Galicia, dentro de la sección de Creación Literaria, el Premio de la Asociación de Escritores en Lingua Galega y el Premio Losada Díeguez por su obra O soño da febre. En 2009 recibió el Premio de la Asociación de Escritores en Lingua Galega, el Premio Ánxel Casal y el Premio Frei Martín Sarmiento por "Fin de século en Palestina". En 2016 fue galardonado con el Premio Fernández Latorre en reconocimiento a su trayectoria.
Es hermano del pintor Antonio Murado.

## Obras

### En gallego

#### Narrativa
- De soños e derribos, 1986. Publicado como Memoria de derribos en 1993.
- ruido. relatos de guerra, 1995
- Mércores de cinza, 1997
- O soño da febre, 2007

#### Autobiográfica
- Fin de século en Palestina,(Fin de siglo en Palestina)   2008

#### Poesía
- Bestiario dos descontentos, 1985, ilustrado por Antonio Murado.
- Lapidario, 2000

#### Teatro
- A grande noite de Fiz, 1994
- Historias peregrinas, 1995

#### Ensayo
- Luis Pimentel, unha fotobiografía, 1990, biografía de Luís Pimentel.
- Caderno de Xapón, 2000

### En español
- Metamorfosis benezianas, 1983,(como Miguel Ángel Murado) narrativa
- La Segunda Intifada. Historia de la revuelta palestina, (como Miguel A. Murado) 2008, ensaio
- Otra idea de Galicia, 2008, ensayo.
- La invención del pasado , 2013, ensayo.